# مهران گلزاری
مهران گلزاری (زادهٔ ۲۲ دی ۱۳۶۸) بازیکن فوتبال اهل ایران است که در پست مدافع بازی می‌کند.